# Zamani barayé masti asbha
Zamani barayé masti asbha é um filme de drama iraniano de 2000 dirigido e escrito por Bahman Ghobadi. Foi selecionado como representante da Irã à edição do Oscar 2001, organizada pela Academia de Artes e Ciências Cinematográficas.

## Elenco
- Nezhad Ekhtiar-dini
- Amaneh Ekhtiar-dini
- Madi Ekhtiar-dini
- Ayoub Ahmadi
- Jouvin Younessi